# Benaderingsstelling van Dirichlet
De benaderingsstelling van Dirichlet is een stelling uit de getaltheorie, een deelgebied van de wiskunde, die handelt over de kwaliteit van diofantische benaderingen van reële getallen door rationale getallen.

## Stelling
Voor elk reëel getal {\displaystyle \alpha }  en voor elk positief geheel getal {\displaystyle N} zijn er gehele getallen {\displaystyle p}  en {\displaystyle q}, zodanig dat {\displaystyle 1\leq q\leq N} en
{\displaystyle \left|q\alpha -p\right|\leq {\frac {1}{N+1}}}
Hieruit volgt, na deling door {\displaystyle q} en er rekening mee houdend dat {\displaystyle q<N+1}, dat voor elk reëel getal {\displaystyle \alpha } er oneindig veel paren positieve gehele getallen {\displaystyle (p,q)} bestaan, zodat:
{\displaystyle \left|\alpha -{\frac {p}{q}}\right|<{\frac {1}{q^{2}}}}
De stelling is vooral interessant als {\displaystyle \alpha } irrationaal is, bijvoorbeeld {\displaystyle \alpha ={\sqrt {2}}}. Stel {\displaystyle N=10}. Dan zegt de stelling dat (ten minste) een van de getallen {\displaystyle {\sqrt {2}},2{\sqrt {2}},\ldots ,10{\sqrt {2}}} ten hoogste {\displaystyle 1/11=0{,}09090909\ldots } verschilt van een geheel getal. We vinden inderdaad dat
{\displaystyle \left|5{\sqrt {2}}-7\right|=\left|7{,}07106\ldots -7\right|=0{,}07106\ldots \leq 0{,}090909\ldots },
en {\displaystyle 7/5=1{,}4} is een diofantische benadering van {\displaystyle {\sqrt {2}}=1{,}4142\ldots } met een fout die kleiner is dan {\displaystyle 1/25}.
De Stelling van Hurwitz uit de getaltheorie is een sterkere versie van de benaderingsstelling van Dirichlet, maar enkel voor irrationale getallen. Die stelling zegt dat er dan oneindig veel paren {\displaystyle (p,q)} bestaan waarvoor:
{\displaystyle \left|\alpha -{\frac {p}{q}}\right|<{\frac {1}{{\sqrt {5}}\cdot q^{2}}}}
In het bovenstaande voorbeeld zien we inderdaad dat de fout van de benadering, {\displaystyle 1{,}4142\ldots -1{,}4=0,0142\ldots }, kleiner is dan {\displaystyle {\frac {1}{{\sqrt {5}}\cdot 5^{2}}}=0,01788\ldots }